# Шер, Мирон Наумович
Мирон Наумович Шер (29 июня 1952, Черновцы — 21 августа 2020, Нью-Йорк) — советский и американский шахматист и тренер, гроссмейстер (1992).

## Шахматная карьера
Чемпионат РСФСР среди молодых мастеров (1974) — 1—2-е места. Победитель Всеармейского турнира сильнейших шахматистов (1981). Чемпионат ВС СССР и п/ф чемпионата СССР (1981) — 1—3-е места.
Лучшие результаты в международных соревнованиях: Прага (1987) — 2—4-е; Нови-Сад (1988) — 1—2-е; Эйфорие-Норд (1989) — 2—6-е; Балатонбереньи (1989) — 1-е; Будапешт (июнь 1989, мемориал Д. Элекеша) — 3-е места.
В конце 1980-х годов (по другим данным в 1997 году) вместе с женой — шахматисткой Аллой Гринфельд — уехал в США, жил в Бруклине. Поскольку перед отъездом он жил в Калининграде, то на протяжении 1990-х годов на международных турнирах продолжал представлять Россию, участвовал в чемпионате РФ 1995 года.
Добился высоких результатов в игре по переписке: стал серебряным призёром 26-го чемпионата Европы (1983—1989 гг., разделил 2—3 места с В. А. Чарушиным).
С 2022 года в городе Черновцы проводятся Мемориалы Мирона Шера

## Тренерская карьера
В середине 1990-х годов переключился на тренерскую деятельность, воспитал множество международных мастеров и нескольких гроссмейстеров (Фабиано Каруана, Роберт Хесс, Петер Хайне Нильсен).

## Изменения рейтинга
| Графики недоступны из-за технических проблем. См. информацию на Фабрикаторе и на mediawiki.org. |